# Antiqua sanctorum patrum
Ne doit pas être confondu avec Docta Sanctorum Patrum.
Antiqua sanctorum patrum (en français : Les anciens (vestiges) des saints pères) est une bulle pontificale émise le 20 avril 1079 par le pape Grégoire VII , adressée à l'archevêque de Lyon, Gébuin. Le pontife y confirme la primauté de l'archevêque de Lyon sur quatre provinces ecclésiastiques de Gaule lyonnaise (Lyon, Tours, Rouen et Sens), à condition que son élection ne soit pas simoniaque. 

## Sources
- Gregor VII, « Antiqua sanctorum patrum », dans Erich Caspar (de), Das Register Gregors VII, vol. 2, Berlin, Weidmann, 1920, 2 vol. (= MGH. Epp. sel. 2), p. 446–449.
- Yves de Chartres et G. Giordanengo (éd.), Lettre 60, Orléans, 2017 (lire en ligne).